# Fujiwara no Nakahira
Fujiwara no Nakahira (藤原仲平, 875-945), aussi connu sous le nom  « Biwa no daijin », est un homme d'État, courtisan et politique japonais de l'époque de Heian. Membre du clan Fujiwara, il est le fils de Fujiwara no Mototsune. Ses frères sont Fujiwara no Tokihira et Fujiwara no Tadahira.
Il est ministre durant les règnes des empereurs Daigo et Suzaku.
- 932 (Ère Jōhei 2, 8e mois) : Nakahira est nommé udaijin[3].
- 945 (Ère Tengyō 8, 9e mois) : Sadaijin Nakahira meurt et est honoré à titre posthume par l'empereur[4].

## Source de la traduction
- (en) Cet article est partiellement ou en totalité issu de l’article de Wikipédia en anglais intitulé « Fujiwara no Nakahira » (voir la liste des auteurs).